# Assistenza sanitaria

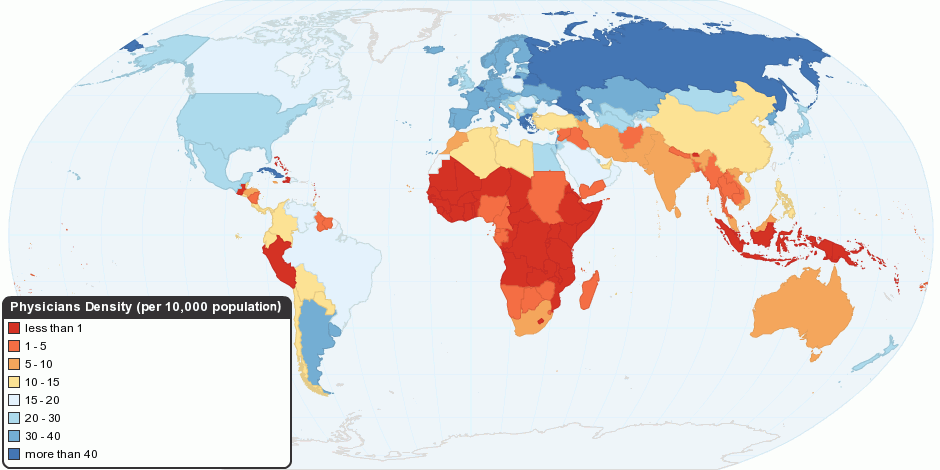
Concentrazioni globali di risorse sanitarie, come indicato dal numero di medici per 10.000 individui, per paese.

Con assistenza sanitaria si intende l'insieme di provvidenze, prestazioni ed iniziative finalizzate alla promozione, alla prevenzione o alla cura della salute.

## Storia

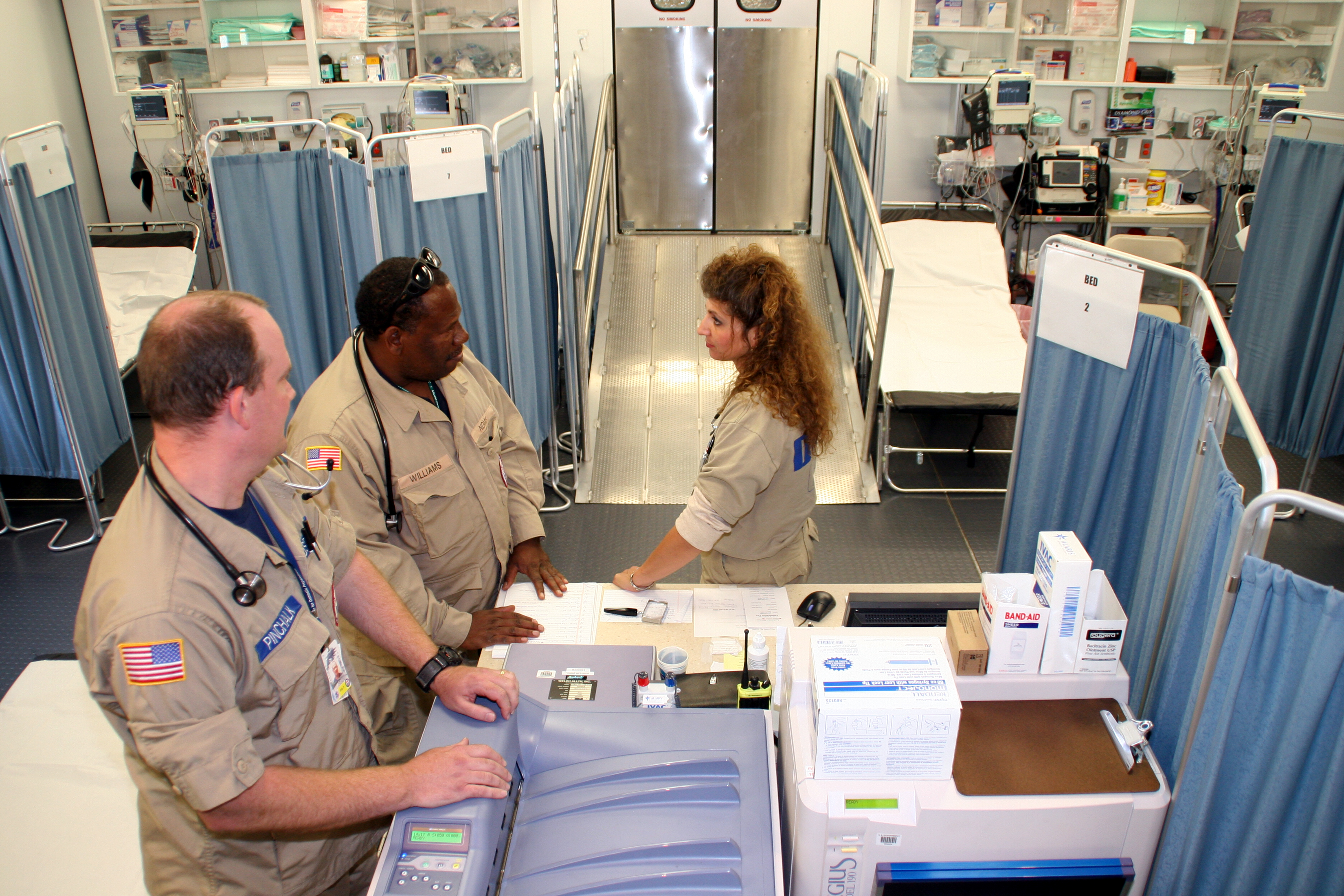
Il pronto soccorso è spesso una sede in prima linea per la consegna di cure mediche primarie.

Fin dall'antichità la medicina si confonde con la magia, in particolare la medicina era un ufficio strettamente legato alla religione e quindi utilizzata non a fin di cura ma per scopi liturgici. In Egitto, se da una parte certe pratiche erano rivolte solo ad individui provenienti da un rango elevato (mummificazione, chirurgia), studi recenti hanno dimostrato che l'assistenza sanitaria era garantita anche agli schiavi dediti al lavoro presso le Piramidi.
Ai tempi di Ippocrate si praticava l'aruspicina nei templi di Asclepio e i romani, che appresero la cultura dai greci, fondarono i primi xenodochei cioè dei piccoli chioschi situati alle periferire delle città che servivano da pronto soccorso per i viandanti. Con l'avvento del cristianesimo la malattia è percepita come un'opportunità per espiare i mali spirituali (Regola di San Benedetto). Nei monasteri, in particolare, fu avviata la pratica di erboristeria fino ad attendere le crociate quando nacquero i primi ordini monastici militari con funzioni di pronto soccorso e di assistenza medica di cui sono tuttora degni rappresentanti i Cavalieri di Malta.

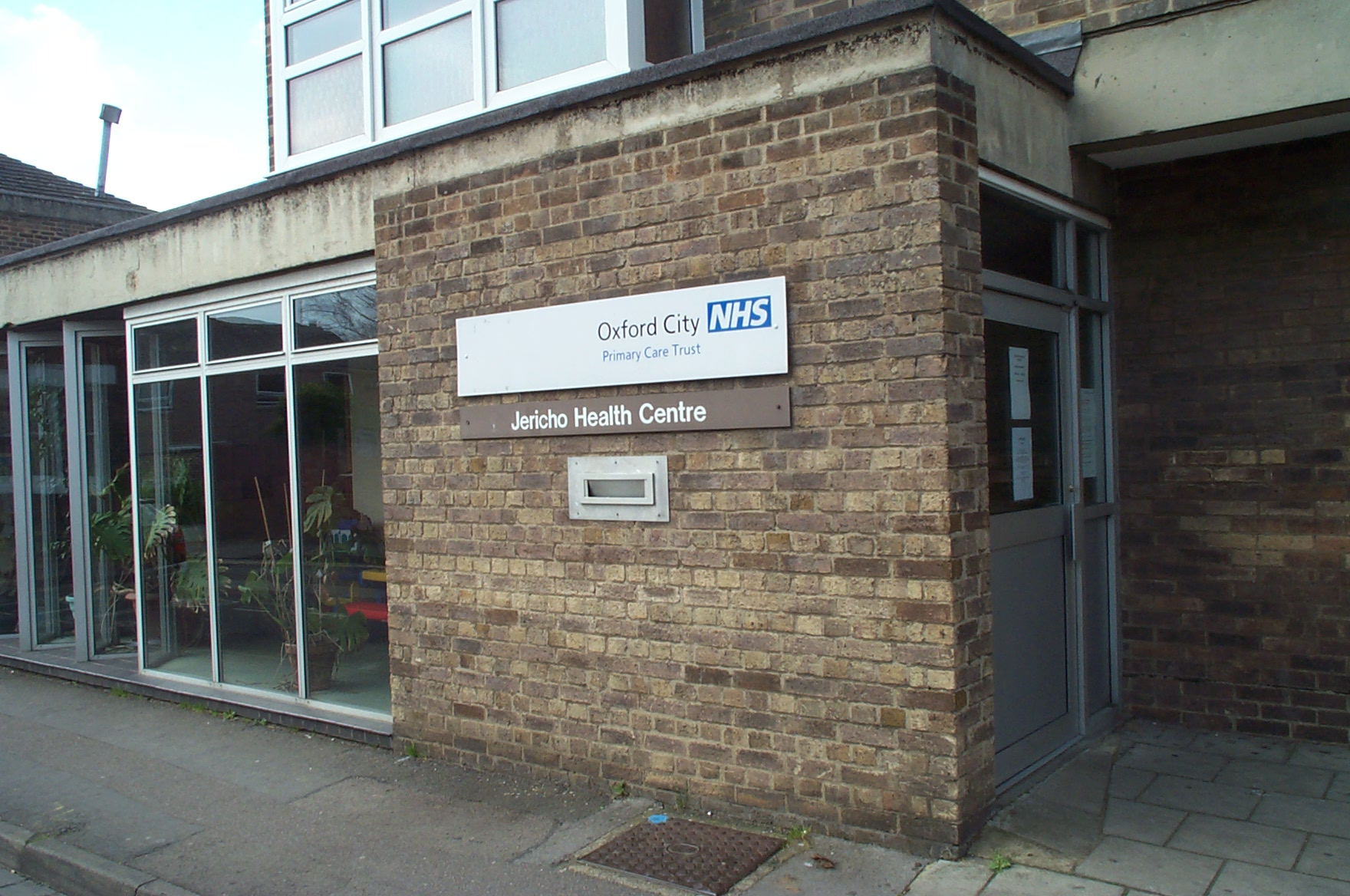
L'assistenza primaria può essere fornita nei centri sanitari della comunità.

Nel 1440 il “Decreto Rampignano” introdusse la figura del medico laico per distinguerlo da quello religioso. Con l'avvento delle grandi scoperte geografiche e dell'imperialismo si diffusero epidemie di malattie esotiche anche in Europa tanto da costringere le autorità locali a fondare i primi “lazzaretti”. Si tratta di una tappa fondamentale dell'assistenza sanitaria pubblica in quanto esulava dalla tradizionale amministrazione clericale; in tal modo i governatori locali potevano nominare dei medici di base che potevano autorizzare direttamente i ricoveri, mentre prima lo potevano fare solo i chierici. Nel XVII secolo, sulla scia degli ideali utilitaristici del Panopticon di Jeremy Bentham, gli ospedali assunsero la funzione di accogliere anche altre problematiche in seno al vagabondaggio, alle malattie mentali, alla delinquenza, etc.
Con la Rivoluzione francese si decise di inserire esplicitamente nella “Dichiarazione dei diritti dell'uomo e del cittadino” il diritto ad essere curato. Nel XVIII secolo risalgono le prime indagini di campionamento statistico sulle degenze e sulle dimissioni ospedaliere, in questo modo l'assistenza sanitaria si sposava con il positivismo (Pasteur, Darwin) per garantire una specializzazione alla professione medica. Nel XIX secolo con il sopraggiungere della rivoluzione industriale emerge l'idea di un'assistenza sanitaria intesa come strumento di garanzia della capacità produttiva per ogni persona, incentrata principalmente sulla Casse Mutue operaie, ed integrata dalla supervisione del governo centrale sui temi generali della salute pubblica ed all'introduzione in molte nazioni delle Condotte Mediche diffuse su tutto il territorio e finanziate dallo stato. Dopo la Prima Guerra mondiale, in seguito alla Rivoluzione del 1917, i bolscevichi diedero un forte impulso ai programmi sociali con una particolare enfasi in quelli di assistenza sanitaria universale gratuita che assorbirono ed espansero le precedenti organizzazioni mutualistiche indipendenti, e per conseguenza programmi similari vennero introdotti anche nella maggior parte dei paesi democratico-liberali.

## Nel mondo

Mappa mondiale dell'assistenza sanitaria universale.
Paesi con assistenza sanitaria gratuita e universale
Paesi con assistenza sanitaria universale ma non gratuita
Paesi con assistenza sanitaria gratuita ma non universale
Paesi con un'assistenza sanitaria né gratuita né universale
Sconosciuto

Paesi con assistenza sanitaria gratuita e universale
     Paesi con assistenza sanitaria universale ma non gratuita
     Paesi con assistenza sanitaria gratuita ma non universale
     Paesi con un'assistenza sanitaria né gratuita né universale
     Sconosciuto

### Italia
In Italia le prime leggi di assistenza sanitaria furono promulgate già prima dell'unità d'Italia da Ferdinando IV di Napoli in occasione della fondazione della Real Colonia di San Leucio pressi Caserta. Durante il ventennio fascista il sistema sanitario era costituito su base nazionale dalla Direzione Generale della sanità pubblica alle dirette dipendenze del Consiglio dei Ministri. Ne facevano parte l'Istituto superiore di sanità con competenze tecniche e il Consiglio superiore di sanità con funzioni consultive formato dai prefetti per ogni Provincia. A un livello inferiore vi erano le Direzioni Sanitarie Provinciali con a capo il Prefetto che si avvaleva della collaborazione di un Medico provinciale, del Laboratorio d'igiene e profilassi e di un Consiglio Provinciale Sanitario. L'ultimo livello era rappresentato dal podestà (sindaco) e dall'ufficio d'igiene municipale.
Il sistema sanitario fascista continuò a funzionare regolarmente fino all'istituzione del Servizio Sanitario Nazionale nel 1978 che riorganizzò l'assistenza sanitaria su base territoriale tramite le Unità Sanitarie Locali, poi divenute aziende sanitarie locali. La legge del 1978 costituì dal punto di vista pratico l'attuazione del dettato dell'art. 32 della costituzione italiana, infatti l'articolo 32 della Costituzione italiana, garantisce il diritto di salute dei cittadini indiscriminatamente. L'attività di coordinamento e garanzia di questo primario diritto dei cittadini è di competenza del Ministero della salute, mentre le regioni ne attuano le finalità.

### Stati Uniti d'America
Negli Stati Uniti d'America, il sistema sanitario è per la grandissima parte (79%) in mano ad enti privati, mentre gli ospedali governativi rappresentano il 21% del totale. Non essendo un sistema universale, l'accessibilità alle prestazioni sanitarie è legata alla stipula di un'assicurazione, generalmente garantita dal datore di lavoro con copertura del lavoratore e dei suoi familiari. Chi ha più di 65 anni e chi pur avendo età inferiore è soggetto ad alcune tipologie di disabilità può avvalersi della copertura statale Medicare; per le famiglie a basso reddito, la copertura sanitaria viene garantita dal programma federale Medicaid. Tuttavia, secondo alcuni calcoli, milioni di cittadini statunitensi ogni anno rinunciano o ritardano il sottoporsi a cure mediche in quanto non coperti da alcuna assicurazione, o perché la propria assicurazione non sarebbe in grado di coprire tutte le spese necessarie.